# Neun Lieder im Volkston für zwei Sopranstimmen mit Begleitung des Pianoforte
Neun Lieder im Volkston für zwei Sopranstimmen mit Begleitung des Pianoforte is een verzameling liederen gecomponeerd door Niels Gade. Normaliter schreef Gade liederen voor één zangstem met piano. De negen liederen verschenen onder opus 9 zijn geschreven voor twee gelijke zangstemmen (in dit geval sopranen en piano. De eerste uitgave dateert uit 1845 van Breitkopf. Een latere uitgave uit 1899 bevatte tevens het lied Die Nachtigall. 
De negen liederen (en Nachtigal) met beginregels zijn:
- Frühlingsgruss (Leise zieht durch mein Gemut van Heinrich Heine)
- Abendreihn (Guten Abend, lieber Mondenschein van Wilhelm Müller)
- Mein Herz ist im Hochland (van Wilhelm Müller)
- Scottisches Wiegenlied (vrij naar Walter Scott)
- Reiselied (Durch Feld und Buchenhallen van Johan Eichendorff)
- Heidenröslein (Heidenröslein  van Johann Wolfgang von Goethe)
- Spanisches Lied (Nelken wind ich und Jasmin van Emanuel von Geibel)
- Das Zigeunermädchen (Klinge, klinge, mein Pandero van Emanuel von Geibel)
- Mayfeier (Ein Kukuk hierm sein Buhle dort van Karl Rudolf Tanner
- Die Nachtigall (onbekend)